# إيينفر الأول
إيينفر الأول ("الجميل قد أتى") كان أميرًا في مصر القديمة خلال الأسرة المصرية الرابعة، وهو ابن الملك سنفرو. وبالتالي كان شقيقًا لـ نفرتكاو الأولى وخوفو وكان لقبه "ابن الملك".
كان لإيينفر الأول مقبرة في دهشور، وتوجد أجزاء من المقبرة الآن في المتحف المصري. وعلى عكس رغبة النبلاء في الأسرة الثالثة، يظهر العديد من النبلاء في عهد سنفرو في النقوش مع مظهر شبابي وممتع بشكل خاص، وكان إيينفر واحدًا منهم.